# 賴瑞·艾布殊爾
賴瑞·艾倫·艾布殊爾（英語：Larry Allen Abshier；1943年—1983年7月11日）是在朝鲜战争之后投靠北朝鲜的六名美国士兵之一。他生于美国伊利诺斯州的厄巴纳。艾布殊爾于1962年5月在南韩放弃了他的岗位，悄悄离开基地，穿过非军事区域从而进入北朝鲜。此后3个月，他是在朝鮮民主主義人民共和國的唯一的一个美国人，直到另外一个叫詹姆斯·约瑟夫·德雷斯诺克的士兵于8月也投靠了北朝鲜。